# Romare Bearden

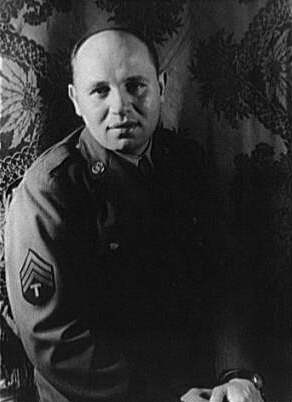
Romare Bearden (1944)

Romare Bearden (eigentlich Fred Romare Harry Bearden; * 2. September 1911 in Charlotte, North Carolina; † 12. März 1988 in New York, NY) war ein afroamerikanischer US-amerikanischer Künstler. Er arbeitete als Karikaturist, als Maler in Öl und stellte vor allem Collagen her. Er war außerdem Schriftsteller und Liedermacher.

## Biographie
Romare Bearden war der Sohn von Richard Howard Bearden und seiner Frau Bessye Johnson. 1915 zog die Familie nach New York, wo sein Vater als Inspektor bei der Stadt arbeitete. Nach seinem High-School-Abschluss in Pittsburgh, wo er einige Zeit lang bei seiner Großmutter mütterlicherseits lebte, studierte er bis 1935 an der New York University und 1936–37 bei George Grosz an der Art Students League of New York.
Im Jahre 1937 arbeitete Romare Bearden als Sozialarbeiter der Stadt New York; während des Zweiten Weltkriegs diente er in der United States Army in Europa (1942–1945). Nach dem Krieg schrieb er sich an der Pariser Sorbonne für Philosophie und Kunstgeschichte ein. Nach dem Studium reiste er 1954 zusammen mit seiner Frau Nanette Rohan († 1996) nach Italien, in die Schweiz, Algerien und Marokko. Bearden kehrte 1956 nach New York zurück und richtete sich dort ein Atelier ein. Er war Mitbegründer der schwarzen Künstlergruppe Spiral. Seit 1964 war er als Art Director für das Harlem Cultural Council tätig.
Viele seiner Arbeiten zeigten ein hohes Interesse am Jazz- und Folk-Music. Anfang der 1970er Jahre erhielt Romare Bearden ein Guggenheim-Stipendium, um ein Buch über afroamerikanische Kunst zu schreiben. Später lehrte Romare Bearden an verschiedenen Instituten, unter anderem am Williams College in Williamstown und an der Yale University in New Haven. Romare Bearden litt zuletzt einige Jahre an Knochenkrebs und starb am 12. März 1988 in einem New Yorker Krankenhaus.

## Auszeichnungen
- Ehrendoktor an zahlreichen Universitäten in den USA
- 1955 American Society of Composers, Authors, and Publishers (ASCAP)
- 1972 Assoziiertes Mitglied (ANA) der National Academy of Design[1]
- 1972 Mitglied der American Academy of Arts and Letters[2]
- 1987 National Medal of Arts

## Musik
- Branford Marsalis Quartet, Romare Bearden Revealed, 2003.